# Zorkovac na Kupi
Zorkovac na Kupi – wieś w Chorwacji, w żupanii karlowackiej, w mieście Ozalj. W 2011 roku liczyła 103 mieszkańców.